# Samuel T. Turvey
Samuel Thomas Turvey (* April 1977 in Lohja, Finnland) ist ein britischer Zoologe.

## Leben
Nach der Absolvierung der Bristol Grammar School erlangte Turvey den Bachelor of Arts mit Auszeichnung in Biowissenschaften am St John’s College  der University of Oxford. Im selben Jahr begann er im Rahmen der Stipendienprogramme des Council for Advancement and Support of Education (CASE) und des Natural Environment Research Council (NERC) ein Studium der Geowissenschaften an der University of Oxford, wo er im Jahr 2002 zum Ph.D. promoviert wurde. Während seines Studiums nahm Turvey als Entomologe und Fotograf zwischen Dezember 2001 und Januar 2002 an einer botanisch-zoologischen Expedition der University of Oxford nach Neukaledonien teil. Von 2002 bis 2003 absolvierte er ein Banks-Alecto-Forschungsstipendium der Royal Society für Postdoktoranden an der University of Canterbury, Neuseeland. Von 2004 bis 2006 war er mit einem Stipendium des Leverhulme Trust am Institute of Zoology der Zoological Society of London tätig. Von 2006 bis 2009 absolvierte er ein Postdoktoranden-Forschungsstipendium des NERC am Institute of Zoology. 
Turveys Arbeit konzentriert sich sowohl auf historische als auch auf gegenwärtige anthropogene Auswirkungen auf die Artenvielfalt. Seine Projekte umfassen die Erforschung der Größe und Dynamik von Aussterbewellen im Jungpleistozän und im Holozän und das Erhaltungsmanagement einiger der am stärksten gefährdeten Tierarten der Welt. Er studiert die spätquartären Aussterbewellen, die durch Menschen verursacht wurden, ihre geographischen, taxonomischen und ökologischen Muster, ihre Ursachen, ihre Dauer und ihre Auswirkungen auf Ökosysteme sowie die Entwicklung von Schutzstrategien für die heutigen bedrohten Arten. 
Diese Forschung konzentrierte sich hauptsächlich auf die Rekonstruktion frühmenschlicher Ökosysteme und auf die Chronologie und die Dynamik sowie auf Empfindlichkeits- und Widerstandsfähigkeitsmuster, die durch das Aussterben von Wirbeltieren in prähistorischen und historischen Epochen in evolutionär innovativen und ökologisch fragilen Inselsystemen wie in der Karibik und in wenig untersuchten kontinentalen Regionen wie beispielsweise in Ostasien einen hohen Anteil des heutigen Artenverlustes aufweisen.
Neben dem Studium früherer Aussterbewellen verwendet Turvey unterschiedlichste Datenquellen, von historischen Archiven bis zu lokalem ökologischem Wissen, um eine robuste Informationsgrundlage zu schaffen, die für ein effektives Naturschutzmanagement genutzt werden kann. Im Jahr 2006 gehörte Turvey zu einem Team von Wissenschaftlern, das das Verschwinden des Chinesischen Flussdelfins untersucht hatte. Im Jahr 2009 veröffentlichte er darüber das Buch Witness to Extinction: How We Failed to Save the Yangtze River Dolphin. Im selben Jahr gab er das Buch Holocene Extinctions heraus. Ab dem Jahr 2012 führte Turvey mit vietnamesischen Kollegen Erhebungen über Sichtungen der Saola durch. Diese Studie wurde im Jahr 2015 im Journal of Applied Ecology veröffentlicht. Im Jahr 2018 verfasste Turvey das Kapitel über die Familie der Schlitzrüssler (Solenodontidae) im achten Band des Handbook of the Mammals of the World.
Turvey gehörte zu den Erstbeschreibern der rezenten Gibbon-Art Hoolock tianxing, der ausgestorbenen Nagetier-Arten Megalomys georginae und Pennatomys nivalis, der Unterart Plagiodontia aedium ssp. bondi des Cuvier-Zagutis und der ausgestorbenen Schildkrötenart Chelonoidis marcanoi von der Dominikanischen Republik.
Im Januar 2006 gehörte Turvey neben Jonathan Baillie zu den Mitbegründern des EDGE-of-Extinction-Programms der Zoological Society of London, das sich mit Erhaltungs- und Forschungsprogrammen über die am stärkten bedrohten Säugetiere, Vögel, Amphibien und Korallen der Welt befasst
Für 2019 wurde Turvey die Linné-Medaille zugesprochen.